# Acanthoniscus spiniger
Acanthoniscus spiniger är en kräftdjursart som beskrevs av John Robert Kinahan 1859. Acanthoniscus spiniger ingår i släktet Acanthoniscus och familjen Armadillidae. Inga underarter finns listade i Catalogue of Life.